# Dacalana pencilligera
Dacalana pencilligera är en fjärilsart som beskrevs av De Nicéville 1890. Dacalana pencilligera ingår i släktet Dacalana och familjen juvelvingar. Inga underarter finns listade i Catalogue of Life.